# Pelourinho do Funchal
O Pelourinho do Funchal situa-se no Largo do Pelourinho da cidade do Funchal, na ilha da Madeira.
Trata-se de um monumento do pelourinho original, memória que foi construída no séc. 20, de tipo bloco cilíndrico, com soco octogonal de quatro degraus, com fuste torsido com faixas lisas e capitel simples. O remate não possui qualquer correspondência estilística com a coluna.